# Союз ТМА-7
Союз ТМА-7 е пилотиран космически кораб от модификацията „Союз ТМА“, полет 11S към МКС, 117-и полет по програма „Союз“. Чрез него е доставена в орбита единадесета основна експедиция и е 28-и пилотиран полет към „МКС“.

## Екипаж

### При старта

#### Основен
Дванадесета основна експедиция на МКС
- Валерий Токарев (2) – командир
- Уилям Макартър (4) – бординженер-1
- Грегъри Олсен (1) – космически турист

#### Дублиращ
- Михаил Тюрин – командир
- Джефри Уилямс – бординженер-1
- Сергей Костенко – космически турист

### При кацането
- Валерий Токарев – командир
- Уилям Макартър – бординженер-1
- Маркос Понтис – космонавт-изследовател

## Най-важното от мисията
Екипажът на Дванадесета основна експедиция пристига успешно на борда на МКС. В екипажа влиза и третият космически турист Грегъри Олсен, заплатил за полета си около 20 млн. $. Той се завръща на Земята на борда на Союз ТМА-6, заедно с екипажа на „Експедиция – 11“.
На 7 ноември екипажът извършва първото си излизане в открития космос за монтаж на телевизионна камера с поглед към мястото на бъдещото разширение на МКС и за прибиране на петгодишен експеримент от външната повърхност на станцията (Floating Potential Probe).
На 18 ноември „Союз ТМА-7“ е прехвърлен от „Пирс“ към модула „Заря“. Това е необходимо, за да се ползва изходния люк на модула „Пирс“ за второто излизане в открития космос.

### Космическа разходка
| № | Участници                      | Начало                    | Край                      | Продължителност    |
| - | ------------------------------ | ------------------------- | ------------------------- | ------------------ |
| 1 | Уилям Макартър Валерий Токарев | 7 ноември 2005 15:32 UTC  | 7 ноември 2005 20:54 UTC  | 5 часа и 22 минути |
| 2 | Уилям Макартър Валерий Токарев | 3 февруари 2006 22:44 UTC | 4 февруари 2006 04:27 UTC | 5 часа и 43 минути |

Самото второ излизане в открития космос се осъществява на 3 февруари, по време на което е пуснат т. нар. „SuitSat“, освобождават РМА-2 от модула Юнити и ремонтират неуспешно захранването на мобилната релсова количка. „SuitSat“ представлява бракуван руски скафандър с монтиран в него предавател, излъчващ поздрави на шест езика до радиолюбителите на Земята.
На 21 декември 2005 г. стартира и два дни по-късно се скачва със станцията товарният космически кораб „Прогрес М-55“. На борда на МКС се доставят храна, вода, кислород и научно оборудване. Остава скачен със станцията около 6 месеца (до 19 юни).
По време на полета екипажът изпълнява много експеримента в различни научни области.
На 30 март е изстрелян, а на 1 април се скачва с МКС космическия кораб Союз ТМА-8. На борда му се намира „Експедиция – 13“, заедно с първия космонавт от Южна Америка и Бразилия Маркус Понтис. След около осемдневен съвместен полет, той и екипажа на „Експедиция-12“ се завръщат успешно на Земята на 29 септември на борда на „Союз ТМА-7“.
- Стартът на „Союз ТМА-7“
- Союз ТМА-7 приближава МКС
- Союз ТМА-7, гледан от МКС